# 聖羅莎 (阿根廷)

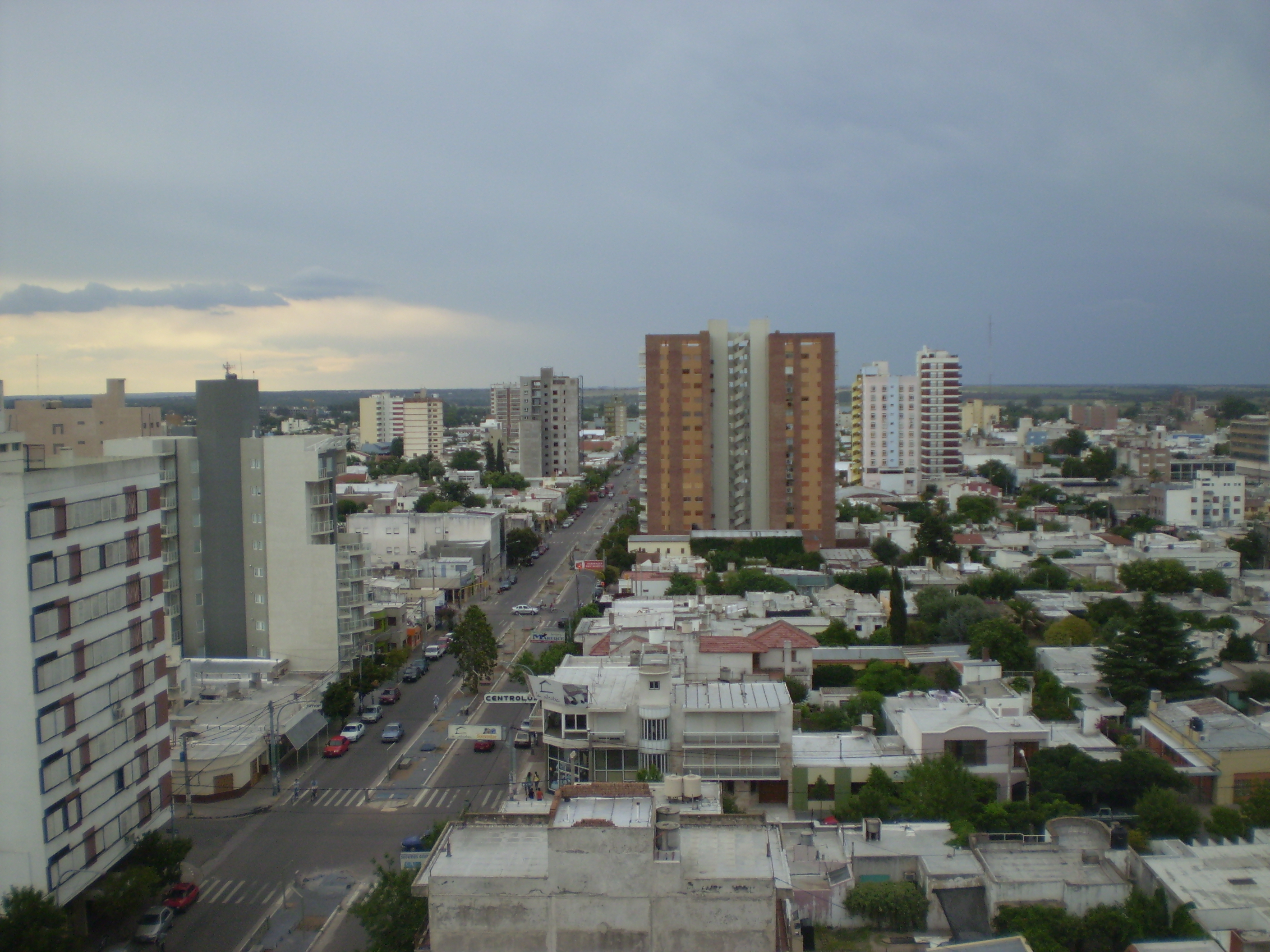
聖羅莎

聖羅莎（西班牙語：Santa Rosa）是阿根廷的城市，位於該國中部，也是拉潘帕省的首府，始建於1892年4月22日，面積1,500平方公里，海拔高度175米，受副熱帶濕潤氣候影響，每年平均降雨量685毫米，2001年人口94,758。

## 外部連結
- 政府网 (西语)
- 旅游网 （页面存档备份，存于） (英语)